# Noturnall
Noturnall é uma banda brasileira de metal progressivo fundada em 2013. Foi fundada pelos então integrantes da banda Shaman, com exceção de Ricardo Confessori, juntamente com o renomado baterista Aquiles Priester (Hangar, ex-Angra).

## História

### Origens (2013)
No início de 2013, a banda Shaman divulgou alguns vídeos com sessões de gravação do que seria o próximo álbum do grupo. Pouco depois, foram divulgadas a capa e o título do álbum, com lançamento previsto para o segundo semestre de 2013. Contudo, em setembro do ano citado, foi noticiado o lançamento do Noturnall, que conta com quatro integrantes do Shaman (Thiago Bianchi, Leo Mancini, Fernando Quesada e Juninho Carelli) mais Aquiles. O Noturnall se "adonou" do projeto que resultaria no quinto álbum de estúdio do Shaman, como se pode perceber nos vídeos lançados em setembro, que contam sobre o surgimento da banda; inclusive, o nome Noturnall foi inspirado no título desse álbum, Nocturnal. Em entrevista à rádio UOL em fevereiro de 2014, o vocalista Thiago Bianchi diz que o Shaman "está de férias".
No fim de setembro de 2013, a banda lançou o seu primeiro clipe, "Nocturnal Human Side", gravado em Nova York e no Fusão Estúdio em São Paulo, que conta com participação e produção do vocalista Russell Allen, da banda estadunidense de metal progressivo Symphony X. A canção fala sobre o uso de drogas. A produção foi feita por Fernando Quesada, Alex Batista e Foggy Films, a direção foi de Alex Batista, Thiago Bianchi e Juninho Carelli.
Em 15 de dezembro de 2013 foi lançado o segundo single da banda, "No Turn at All". O clipe foi gravado numa academia de MMA, e conta a história de um atleta que acaba se envolvendo no submundo das lutas ilegais. A produção e direção foram feitas por Thiago Bianchi, Juninho Carelli e Rudge Campos a produção executiva foi de Franz Bedacht.
No dia 21 de dezembro de 2013 a banda faz seu primeiro show no Blackmore, em São Paulo. A apresentação teve cerca de 30 minutos e teve sete canções, sendo duas do Noturnall, duas do Shaman, uma do Angra, uma do Pantera e uma do Judas Priest.

### Primeiro álbum e DVD (2014)
No dia 13 de fevereiro é lançado o primeiro álbum da banda, homônimo. Os instrumentos foram gravados no Estúdio Fusão de Thiago Bianchi, a produção, mixagem e masterização foram feitos pela banda, Russell Allen produziu e gravou os vocais em seu estúdio nos EUA. Carlos Fides fez a capa.
No dia 29 de março, em seu segundo show, e primeiro show completo, a banda lota o Carioca Club em São Paulo com uma apresentação beneficente e gratuita em benefício à Casas Hope. O vocalista Russel Allen (Symphony X, Adrenaline Mob) também participou e o concerto foi filmado. Também participou do show um virtuose do violoncelo, Luiz Fernando Venturelli, de apenas 13 anos. No show só não tocaram a faixa "The Blame Game" do disco de estreia.
Em maio, para comemorar o Dia das Mães, a banda grava o vídeoclipe da canção "Woman in Chains" do Tears for Fears. O clipe tem participação especial de Maria Odette (famosa cantora da era dos festivais da música brasileira nas décadas de 60 e 70), mãe de Thiago Bianchi. A produção foi de Alex Batista. Também participaram as mães dos outros membros da banda.
No dia 9 de maio, a banda se apresentado ao lado do Sepultura no Festival Floripa Metal em Florianópolis. Em julho, a banda foi headliner do Anime Friends em São Paulo. 
Em setembro é lançado o DVD na Expo Music em São Paulo, chamado First Night Live. O DVD teve produção da FX Render, Foggy Films e Fusão Estúdios e foram usadas 15 câmeras, três gruas e um telão de led com mais de 10 metros de comprimento. Os vídeos das faixas passavam no telão e elas eram tocadas em sincronia com a banda ao vivo.
Em setembro também é lançado pela Mafer Records o vinil do debut da banda Noturnall em uma versão limitada do álbum com 300 cópias numeradas, com encarte, pôster, e mais uma canção inédita que só estará disponível neste lançamento do LP, "Woman in Chains".
A tour mundial de divulgação do primeiro álbum começa dia 29 de março no Carioca Club em São Paulo. O ultimo concerto da turnê foi dia 15 de dezembro em Roeselare na Bélgica. A banda portuguesa de metal progressivo Fallen Paradise fez a abertura de todos os shows europeus para a Noturnall. Ao todo, foram 29 shows, passando pelos estados de São Paulo, Rio de Janeiro, Espírito Santo, Minas Gerais, Ceará, Rio Grande do Norte, Paraíba, Pernambuco, Bahia. A banda usou um moderno ônibus customizado para os shows no Brasil. Em dezembro, embarcaram para a Europa, onde realizaram sua primeira turnê internacional com seis shows em quatro países: Suíça, Bélgica, Espanha e Portugal.

### Back to F*** You Upe Rock in Rio (2015)
No começo de 2015, a banda entra em estúdio para gravar o segundo álbum de estúdio, e em 2 de maio é liberado Back to F*** You Up!. O conceito do álbum e os temas das músicas possuem fortes críticas à crise política que vivia o Brasil. A capa do álbum mostra a mascote da banda carregando um galão de gasolina com o logotipo da empresa estatal Petrobras, numa menção à Operação Lava Jato, uma operação do Departamento de Polícia Federal que investiga fraudes nas licitações da estatal desde meados dos anos 2000), e ao fundo o Congresso Nacional em chamas e supostos manifestantes empunhando bandeiras.
No dia 5 de maio é lançado o lyric vídeo de "Fight the System", que tem partes em português, de uma música do grupo de rap brasileiro Racionais MC's.
No dia 7 de maio a turnê começa, batizada de A New Wave of American Heavy Tour. Foram oito shows juntamente com o Adrenaline Mob e República, passando por Rio de Janeiro, São Paulo, Limeira, Curitiba, Belo Horizonte, Juazeiro do Norte, Guarapava e Buenos Aires.
No dia 21 de julho, a banda faz seu primeiro show acústico no shopping Morumbi em São Paulo.
No dia 19 de setembro de 2015, a banda se apresentou no Palco Sunset do Rock in Rio 2015, na edição de 30 anos do primeiro evento, como parte da  A New Wave Of American Heavy Tour. A banda abriu a "noite do Metal", tocando músicas dos seus dois álbuns lançados até então e alguns covers, entre eles "Woman in Chains", que contou com a participação especial de Maria Odette. Outro convidado especial foi o vocalista Michael Kiske (Helloween, Unisonic), que cantou com a banda as canções "Exceptional", do Unisonic, "Sugar Pill", do primeiro álbum do Noturnall, e encerrou o show com "I Want Out", do Helloween.
A banda anunciou em sua página no Facebook que pretende lançar um material desse show em breve para os fãs.
Em novembro a banda se apresenta no Trinka Metal Festival em no Serramar Shopping em Caraguatatuba/SP.

### Doença de Thiago Bianchi e saída de Léo Mancini (2016)
Em fevereiro de 2016 a banda anunciou pelo Facebook a saída de Leo Mancini, entrando para o seu lugar o guitarrista norteamericano Mike Orlando, do Adrenaline Mob.
Nos dias 20 a 24 de fevereiro, a banda participa do Axes and Anchors Rock Music Cruise. O evento também teve músicos como Zakk Wylde, Yngwie Malmsteen, Michael Scheneker, Alex Skolnick, Marty Friedman, Tony Macalpine. Foi registrado um DVD do projeto instrumental Sonic Stomp, projeto de Mike Orlando.
Em 27 de maio a banda se apresenta ao lado do Angra no Music Hall, em Belo Horizonte (MG).
Em 28 de maio, a banda toca no Festival Roça n' Roll, em Varginha (MG), também tocaram Amorphis, Torture Squad, Tuatha de Danann, entre outras.
Em julho de 2016, o vocalista da banda, Thiago Bianchi, foi internado após sentir fortes dores no estômago. Foi constatada uma pancreatite no músico, que ficou internado em uma UTI, chegando a ficar em coma induzido e em estado grave. Após se recuperar, Bianchi, 50 quilos mais magro, gravou um vídeo ao lado de seus companheiros de banda, Junior Carelli e Fernando Quesada, esclarecendo sobre sua doença e internação e agradecendo aos fãs pelo carinho e pela força enquanto estava nesta situação difícil.
Em outubro, a banda lança seu novo single, a faixa inédita se chama "Wake Up" e foi produzida pela própria banda, com sua masterização e mixagem feita pelo vocalista Thiago Bianchi, no Fusão VMT Studios. Segundo a banda, o lançamento do single marca um novo recomeço.

### Novo álbum e retorno de Léo Mancini, saída de Aquiles (2017)
Em julho, a banda anuncia pelo Facebook que irá lançar seu terceiro disco de estúdio que conta com a volta de Léo Mancini nas guitarras e a saída de Mike Orlando por motivos de incompatibilidades na agenda.
Em 13 de julho, no Dia do Rock, a banda lança o clipe da música "Hearts as One", juntamente com o novo álbum intitulado 9.
Em 15 de julho, a banda foi o headliner do Festival Araraquara Rock, realizado no Teatro de Arena.
No dia 3 de agosto, a banda faz uma live no Facebook, após um pocket show de cerca de 30 minutos a banda responde a perguntas de fãs. Esta foi a ultima aparição de Aquiles com a banda.
Em 1 de setembro, faz seu primeiro show esgotado no Sesc Belenzinho em São Paulo, para o lançamento do novo álbum. Quem tocou bateria e baixo nesse show foram Rafael Negreiros e Alexandre Panta, respectivamente, uma vez que Quesada estava doente e Aquiles estava dando uma palestra no Instituto de Músicos em Holywood, Califórnia. Por morar nos Estados Unidos desde o começo do ano e ser contratado para ser baterista da banda americana W.A.S.P., ele deixa a banda.
Em novembro a banda faz uma mini turnê de quatro shows, incluindo o Festival Angra Fest, no Tom Brasil em São Paulo. Também tocaram Angra, Massacration e Geoff Tate.

### Nova formação, gravação do novo DVD e turnê nacional (2018)
Com uma live realizada ao vivo pelo Facebook, o Noturnall começa o ano com o anúncio de uma nova formação, gravação de DVD, presença confirmada no Abril pro Rock e ainda turnê nacional, a partir de abril.
A banda confirmou as saídas de Aquiles Priester e Leo Mancini, e as entradas de Henrique Pucci e Bruno Henrique.
Após a apresentação musical, os integrantes ficaram para um bate-papo com o público e revelaram não haver tido nenhum tipo "mal estar" com os agora antigos membros, mas sim uma escolha natural de caminho por conta das agendas dos músicos. A banda ainda aproveitou pra apresentar seus novos integrantes, onde cada um pode falar um pouco de sua história. Henrique Pucci é ex-baterista da banda Project46, e Bruno Henrique é considerado uma das grandes revelações da geração de músicos YouTubers.
A turnê do primeiro semestre começa dia 8 de abril de Guarapuava no Paraná, e termina em Juiz de Fora no dia 9 de junho. Foram 12 shows, passando por oito estados.
No fim de abril a banda faz uma mini turnê pelo Brasil, batizada Noturnall Freakshow. Os shows tem as participações dos vocalistas James LaBrie (Dream Theater) e Alirio Netto, que comemorava 25 anos de carreira. Participaram também Rafael Bittencourt e Marcelo Barbosa (Angra). O show teve ingressos esgotados. A apresentação também teve números de mágica, ilusionismo e atrações do circo moderno.
No dia 28 de abril, a banda toca no Festival Abril pro Rock em Recife.
Em maio, a banda lança o clipe da música "Mysterious" com participação dos pilotos Rubinho Barrichello e Cacá Bueno, Giulio Borlenghi, Vitor Baptista, Alberto Catucci e Edison Gandolfi. Foi gravado no Autódromo de Interlagos, em São Paulo. O vídeo também tem cenas gravadas no Kartódromo Internacional Granja Viana, em Cotia (SP), Produzido pela Foggy Filmes, Fusão Estúdios e dirigido por Junior Carelli e Thiago Bianchi.
Em junho a banda faz quatro shows acústicos nos Estados Unidos, nas cidades de Miami, Atlanta, Memphis e Nashville. Em setembro, fazem uma turnê de oito shows, três deles com o Korzus e o Armored Down. As cidades foram Limeira, Belo Horizonte e Juiz de Fora. 
No fim de setembro a banda toca no Panta Rock em Dourados (MS), do qual também participam Matanza, Dead Fish, Raimundos, Project46 e Scalene.
No dia 21 de dezembro, a banda lança o clipe da música "Hey", com participação de James LaBrie.

### Saídas de Fernando Quesada e Junior Carelli (2019)
No dia 1º de fevereiro de 2019, a Noturnall anunciou em suas redes sociais que o baixista Fernando Quesada e o tecladista Junior Carelli estavam deixando o grupo. Os motivos alegados foram diferenças musicais, o foco de Quesada e Carelli no projeto ANIE e o "fim de um ciclo". A banda passa a não ter um tecladista.
Em junho, a banda faz uma mini turnê junto com o Disturbed na Rússia, foram três concertos e o de Moscow foi registrado como mais um DVD da banda, marcando a estreia do novo baixista Saulo Xakol e a volta de Mike Orlando na guitarra.
Em outubro, a banda lança o videoclipe de "Scream! For!! Me!!!" com participação do baterista Mike Portnoy (ex-Dream Theater). O clipe teve a direção do vocalista Thiago Bianchi, além do diretor Rodrigo Rossi, e conta com cenas reais de um capotamento de carro.
No dia 4 de outubro a banda participa pela segunda vez do Rock in Rio, dessa vez no palco Supernova, a apresentação também teve um número de ilusionismo, além de uma dançarina zumbi.

### Saída de Mike Orlando e novo álbum
No dia 28 de outubro de 2022, Mike Orlando anunciou a sua saída da banda em nota em suas redes sociais, afirmando ter sido uma saída amigável em decorrência de problemas logísticos por morar em outro país e a situação estar dificultando as coisas para seus outros projetos e para a própria banda. Em entrevista ao podcast Ibagenscast, em 30 de janeiro de 2023, Thiago Bianchi, detalhou um pouco mais a situação afirmando que a questão foi principalmente financeira, pois a banda não estava gerando retorno suficiente para um membro que mora nos Estados Unidos e receberia em dólar. Destacou também que de sua parte a decisão seria de "dar um tempo" com a participação de Mike na banda e que as portas estão abertas para os próximos trabalhos.
Em 27 de janeiro de 2023, em Fortaleza, a banda iniciou uma turnê de lançamento do novo álbum Cosmic Redemption (que já está sendo vendido fisicamente nos shows) conjunta com Paul Di'anno e a banda mineira Eletric Gypsy com 30 datas por todo o país. O guitarrista Léo Mancini aceitou o convite e participa da turnê na Noturnall e na banda de apoio de Paul Di'anno. Segundo Bianchi, o retorno de Léo à banda só dependeria dele próprio.

## Integrantes
| Atuais - Thiago Bianchi - vocal (2013-Presente) - Henrique Pucci - bateria (2018-presente) - Saulo "Xakol" - baixo (2019-presente) - Guilherme Torres - guitarra (2025-presente) | Ex integrantes - Mike Orlando - guitarra (2016-2017, 2019-2022) - Léo Mancini - guitarra, vocal de apoio (2013-2016, 2017-2018) - Aquiles Priester - bateria (2013-2018) - Bruno Henrique - guitarra (2018-2019) - Fernando Quesada - baixo (2013-2019) - Junior Carelli - teclado, sintetizador de iPad (2013-2019) Membros de turnê - Léo Mancini - guitarra, vocal de apoio (2022-2024) - Mike Orlando - guitarra (2024) - Victor Franco - guitarra (2024) - Gabriel Veloso - guitarra (2025) |

## Discografia
Os lançamentos da banda são realizados por diferentes selos, a depender da região: Dynamo (CDs no Brasil), E-Discos .Net e Made in Soul (LPs no Brasil), Rubicon (no Japão) e SAOL (na Europa). A distribuição no Brasil é feita pela Voice Music.

### Álbuns de estúdio
- Noturnall (2014)
- Back to F*** You Up! (2015)
- 9 (2017)
- Cosmic Redemption (2023)

### Álbuns ao vivo
- First Night Live (2014)
- Made In Russia (2020) [22]
- Noturnall no Estúdio Showlivre (2022)
- Cosmic Live Tour (2024)

### EPs
- Unplugged Road Life | USA (2018)

### Singles
- "Nocturnal Human Side" (2013)
- "No Turn at All" (2013)
- "Back to Fu** You Up!" (2015)
- "Fight the System" (2015)
- "Wake Up!" (2016)
- "Scream! For!! Me!!!" (2019)
- "Scream! for!! me!!! (Henrique Pucci's Drum Version)" (2020)
- "Cosmic Redemption (Made in Russia) [Live]" (2020)
- "O Tempo não para" (2022)
- "O Tempo não para (ao Vivo)" (2022)
- "Reset the Game" (2022)
- "Never Again" (2023)
- "Hey! (Live)" (2023)
- "Scream! For!! Me!!! (Live in São Paulo 2019)" (2024)

## Videografia

### DVDs
- First Night Live (2014)
- Cosmic Live Tour (2024)

### Videoclipes
- "Nocturnal Human Side" (2013)
- "No Turn at All" (2013)
- "Woman in Chains" (cover de Tears For Fears) (2014)
- "Wake Up" (2016)
- "Hearts as One" (2017)
- "Mysterious" (2018)
- "Hey" (Live) (feat. James LaBrie) (2018)
- "Scream! For!! Me!!!" (2019)
- “Cosmic Redemption” (Live) (2020)
- “Reset the Game” (2022)
- “O Tempo Não Para” (feat. Ney Matogrosso) (2022)
- “Try Harder” (2023)
- “Shallow Grave” (2023)
- “Shadows (Walking Through)” (2024)
- “Cosmic Redemption” (feat. convidados especiais) (2024)

## Turnês
- First Live Tour (2014)
- The New Wave of American Heavy Metal Tour (2015) (Adrenaline Mob)
- Back to Fuck Up Tour (2015-16)
- 9 Tour (2017-2019)
- Cosmic Redemption Tour (2023)